# Ville Lehtinen
Ville Lehtinen (Jyväskylä, 17 de dezembro de 1978) é um futebolista finlandês.